# Chapelle-lez-Herlaimont
Chapelle-lez-Herlaimont é um município da Bélgica localizado no distrito de Charleroi, província de Hainaut, região da Valônia.